# 十村
十村（とむら）は福井県三方郡にあった村。現在の三方上中郡若狭町の中部にあたる。

## 地理
- 山岳 ： 三十三間山
- 河川 ： ハス川

## 歴史
- 1889年（明治22年）4月1日 - 町村制の施行により、田上村、黒田村、井崎村、岩屋村、横渡村、能登野村、上野村、成願寺村、倉見村及び白屋村の区域をもって、十村が発足する。
- 1954年（昭和29年）3月1日 - 三方町に編入する。

## 交通

### 鉄道路線
- 日本国有鉄道
  - 小浜線
    - 十村駅

### 道路
- 国道27号